# Zinkorganische Verbindungen

Diethylzink

Zinkorganische Verbindungen sind chemische Verbindungen des Zinks mit organischen Resten. Wie viele andere metallorganische Verbindungen sind sie reaktiv und reagieren schnell mit Luft oder Wasser. Organische Zinkverbindungen spielen als Reagenzien in organischen Reaktionen eine Rolle, unter anderem zählen die Reformatzki-Reaktion und die Negishi-Kupplung dazu. 

## Geschichte
Die Organozinkverbindungen Dimethylzink und Diethylzink waren die ersten bekannten metallorganischen Verbindungen mit einer σ-Bindung zwischen Metall und Kohlenstoff. Sie wurden 1849 zufällig von Edward Frankland entdeckt, der versuchte, aus Alkyliodiden und Zink Radikale zu gewinnen. Vor dieser Entdeckung waren lediglich organische Verbindungen des Halbmetalls Arsen sowie das Zeise-Salz als erster Komplex mit organischen Liganden bekannt.

## Gewinnung und Darstellung
Organische Zinkverbindungen können auf mehrere Arten dargestellt werden. Eine Möglichkeit ist die Direktsynthese aus metallischem Zink und Alkyliodiden über eine instabile Alkyl-Zink-Iodid-Zwischenstufe.
{\displaystyle \mathrm {2\ CH_{3}I+2\ Zn\longrightarrow 2\ CH_{3}ZnI\longrightarrow (CH_{3})_{2}Zn+ZnI_{2}} }
Auch Transmetallierungen aus Quecksilberorganischen Verbindungen sowie Metathesereaktionen mit Zinkhalogeniden und organischen Lithium- oder Aluminiumverbindungen sind zur Darstellung organischer Zinkverbindungen möglich.

## Eigenschaften
Zinkorganische Verbindungen sind im Gegensatz zu magnesium- oder berylliumorganischen Verbindungen monomer aufgebaut. Die Moleküle sind linear, Brücken, bei denen zwei Zink-Zentren über eine gemeinsame organische Gruppe miteinander verknüpft sind, sind nicht stabil. Möglich sind derartige 2-Elektronen-3-Zentren-Bindungen aber über Wasserstoffatome. 
Auf Grund der ähnlichen Struktur durch die abgeschlossene d-Schale ähneln organische Zink-Verbindungen in ihrem chemischen Verhalten den Grignard-Verbindungen. Jedoch sind sie auf Grund der stärker kovalenten Bindung und geringeren Lewis-Acidität weniger reaktiv als diese und reagieren daher spezifischer als Grignard-Verbindungen. 

## Verwendung
In der Reformatzki-Reaktion bildet sich aus einem α-halogenierten Carbonsäureester und Zink zunächst eine zinkorganische Verbindung, die dann als Nukleophil ein Keton oder einen Aldehyd angreifen kann. Im Gegensatz zu Grignard-Reagenzien, die vergleichbare Reaktionen eingehen können, reagiert das Zink-Reformatski-Reagenz jedoch nicht mit Carbonsäureestern. 
Eine weitere Reaktion, bei der organische Zinkverbindungen Ausgangsstoffe sind, ist die Negishi-Kupplung. Bei dieser Reaktion reagieren Organozinkverbindungen und Arylhalogenide unter Palladium- oder Nickelkatalyse miteinander unter Bildung einer C-C-Bindung. 
Zinkcarbene, bei denen eine Kohlenstoff-Zink-Doppelbindung besteht, spielen in der Simmons-Smith-Reaktion eine Rolle. Dabei wird zunächst aus Diiodmethan und Zink das Carben erzeugt, das mit Alkenen zu Cyclopropanderivaten reagiert. 